# Rue Sainte-Catherine (Bordeaux)
Rue Sainte-Catherine è un'importante strada pedonale e commerciale di Bordeaux. Si estende da Place de la Comedie a Place de la Victoire, con orientamento nord-sud, collegando la zona meridionale della città al centro storico. Con i suoi 1.200 metri di estensione e con più di 250 punti vendita, è considerata la strada pedonale più lunga d'Europa.
È diventata una strada interamente pedonale nel 1984 e tra il 2000 e il 2003 è stata oggetto di lavori di restauro diretti dall'architetto francese Jean-Michel Wilmotte.

## Monumenti e luoghi d'interesse

### Place Sainte-Projet
Nel suo punto centrale, Rue Sainte-Catherine si incrocia con rue de la Merci e rue des 3 Conils formando una piazza chiamata Place Saint-Projet (vescovo alverniate vissuto nel I secolo d.C.). In origine, la piazza ospitava una chiesa (il cui campanile è ancora visibile tra gli edifici) e un cimitero; al centro di essa si elevava una croce gotica in pietra costruita nel 1392, abbattuta durante la rivoluzione francese. La croce venne restaurata nel 1803 grazie ai finanziamenti di un mercante di merletti del quartiere Sainte-Catherine. Altro punto d'interesse della piazza è una fontana costruita nel 1715.

### Galerie Bordelaise
Nella zona settentrionale della strada, si innalza una piccola galleria commerciale chiamata Galerie Bordelaise (Galleria bordolese) costruita tra il 1833 e il 1834. La particolarità di questa galleria sta nel fatto che, a differenza delle altre gallerie commerciali, di solito parallele o perpendicolari alle strade circostanti, è stata costruita in diagonale. La galleria collega rue Sainte-Catherine a rue des Piliers-de-Tutelle.

## Trasporti
Rue Sainte-Catherine è raggiungibile con il tram A dalla fermata Sainte-Catherine e con il tram B dalle fermate Grand Théatre e Victoire.

## Galleria d'immagini

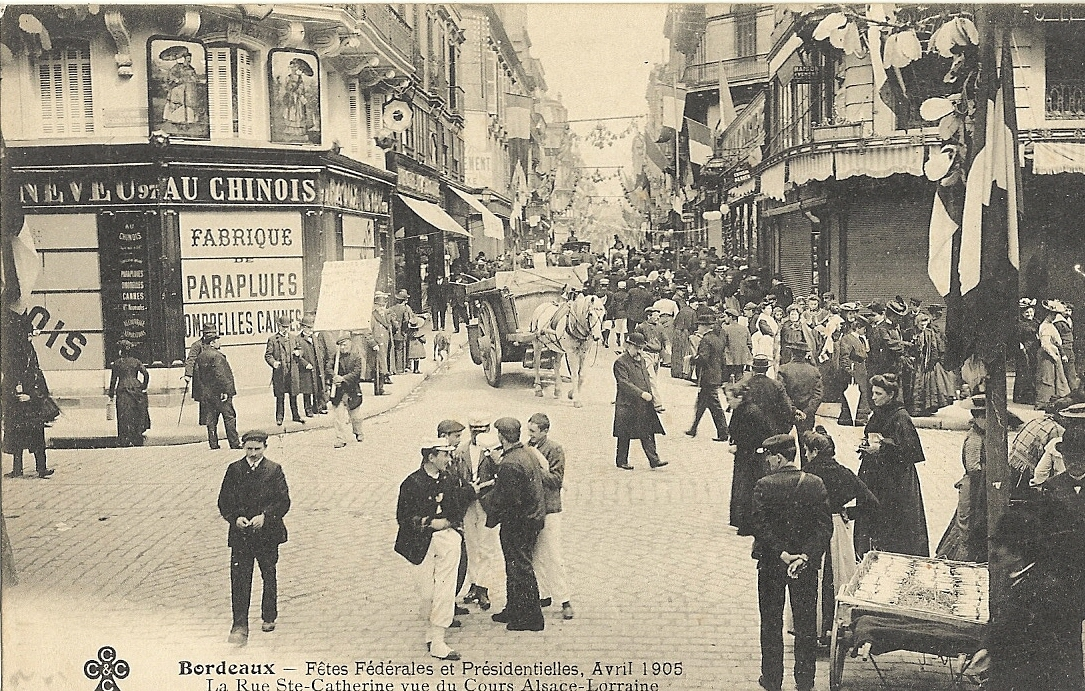
Rue Sainte-Catherine nell'aprile 1905 durante i festeggiamenti delle elezioni federali e presidenziali
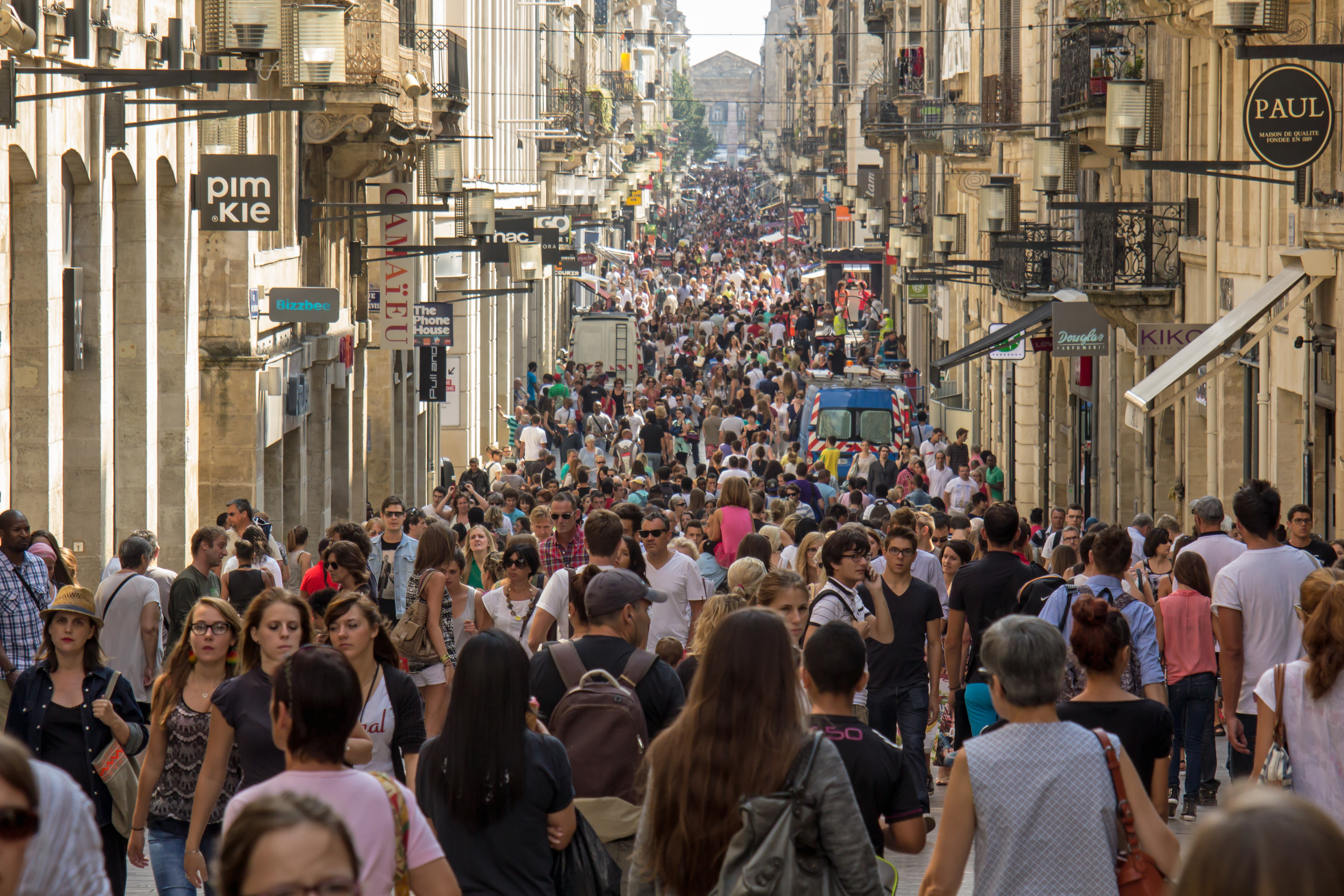
Scorcio di Rue Sainte-Catherine nel 2014
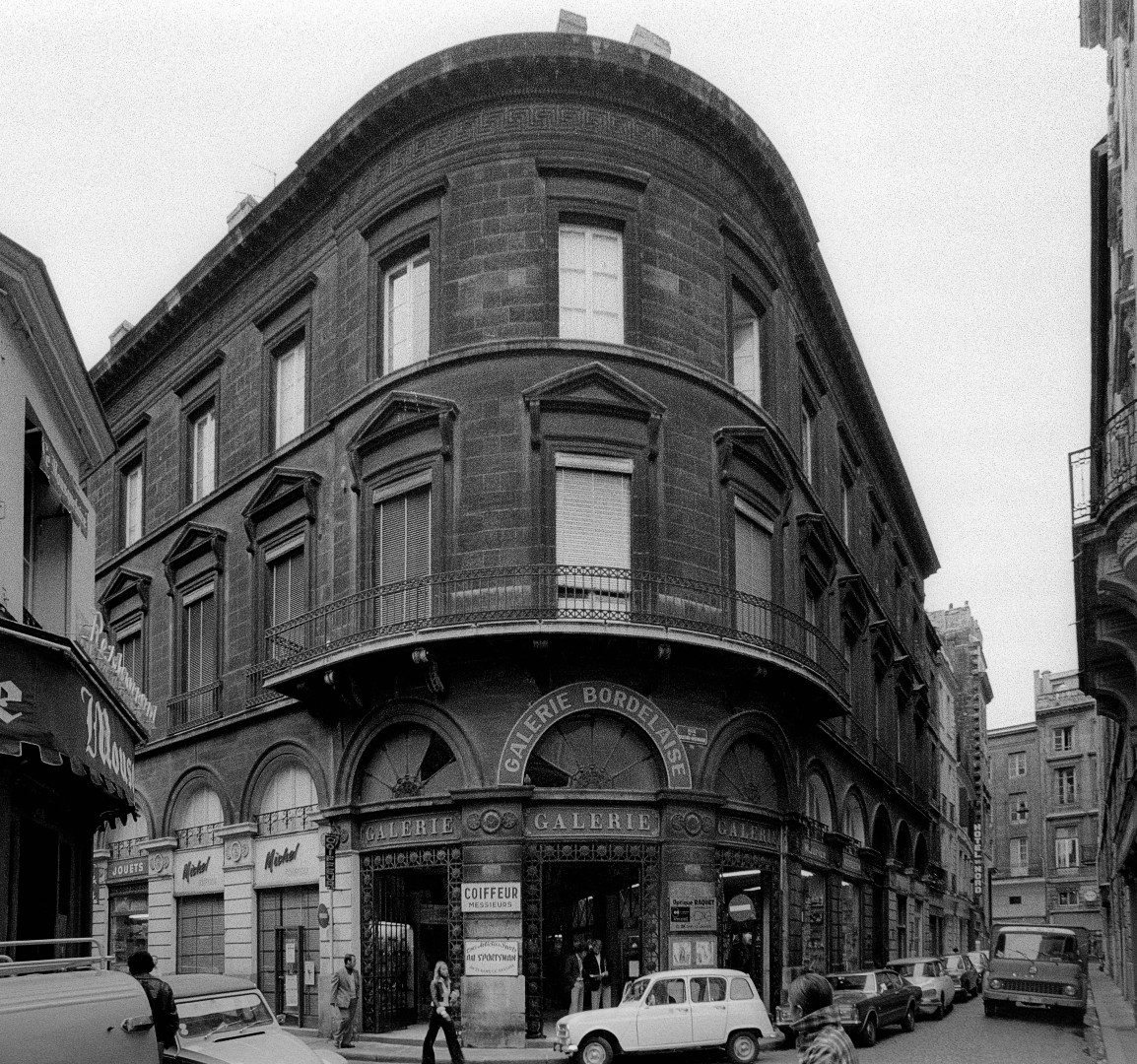
L'ingresso della galleria nel 1974
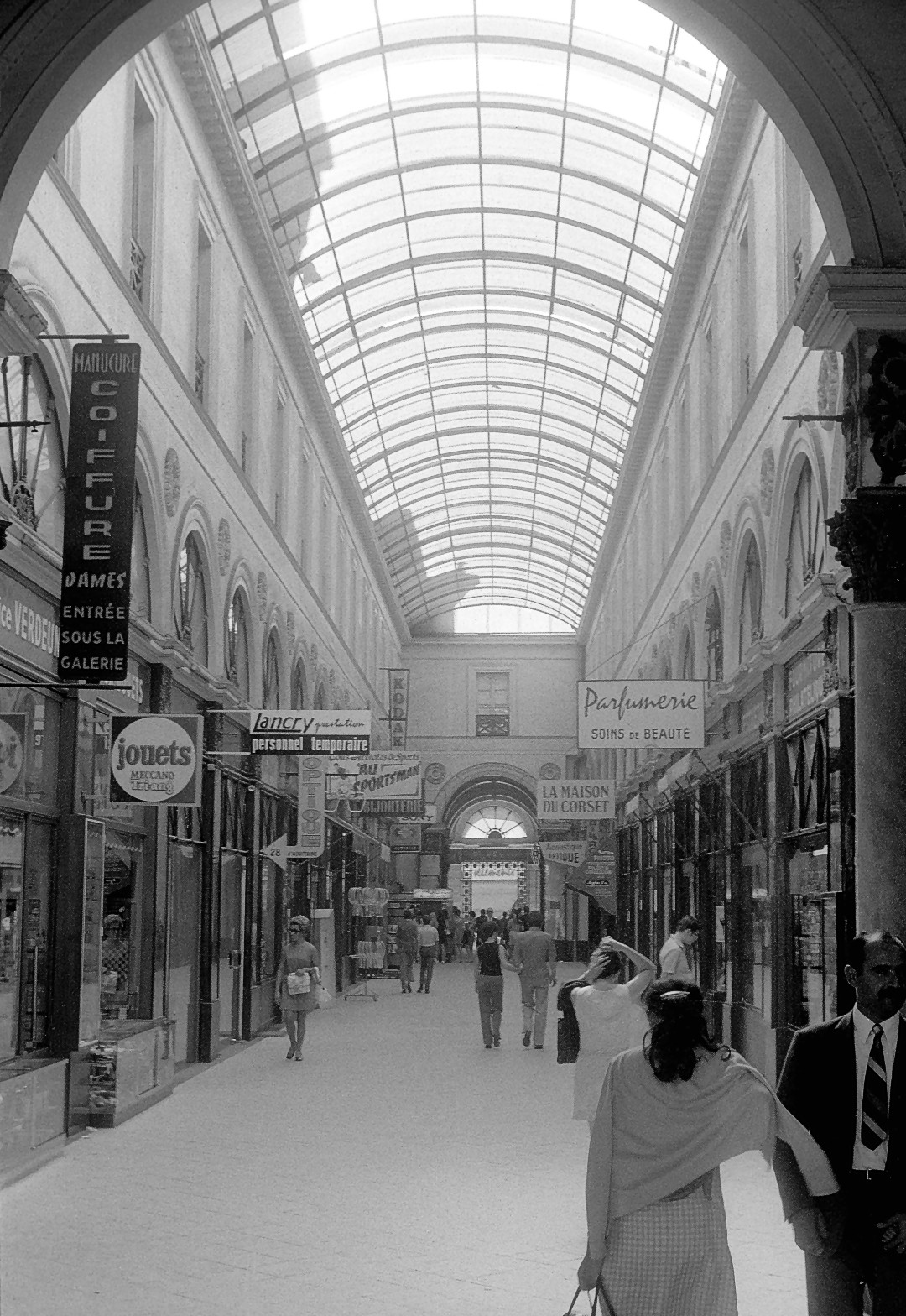
Interno della Galleria bordolese nel 1970
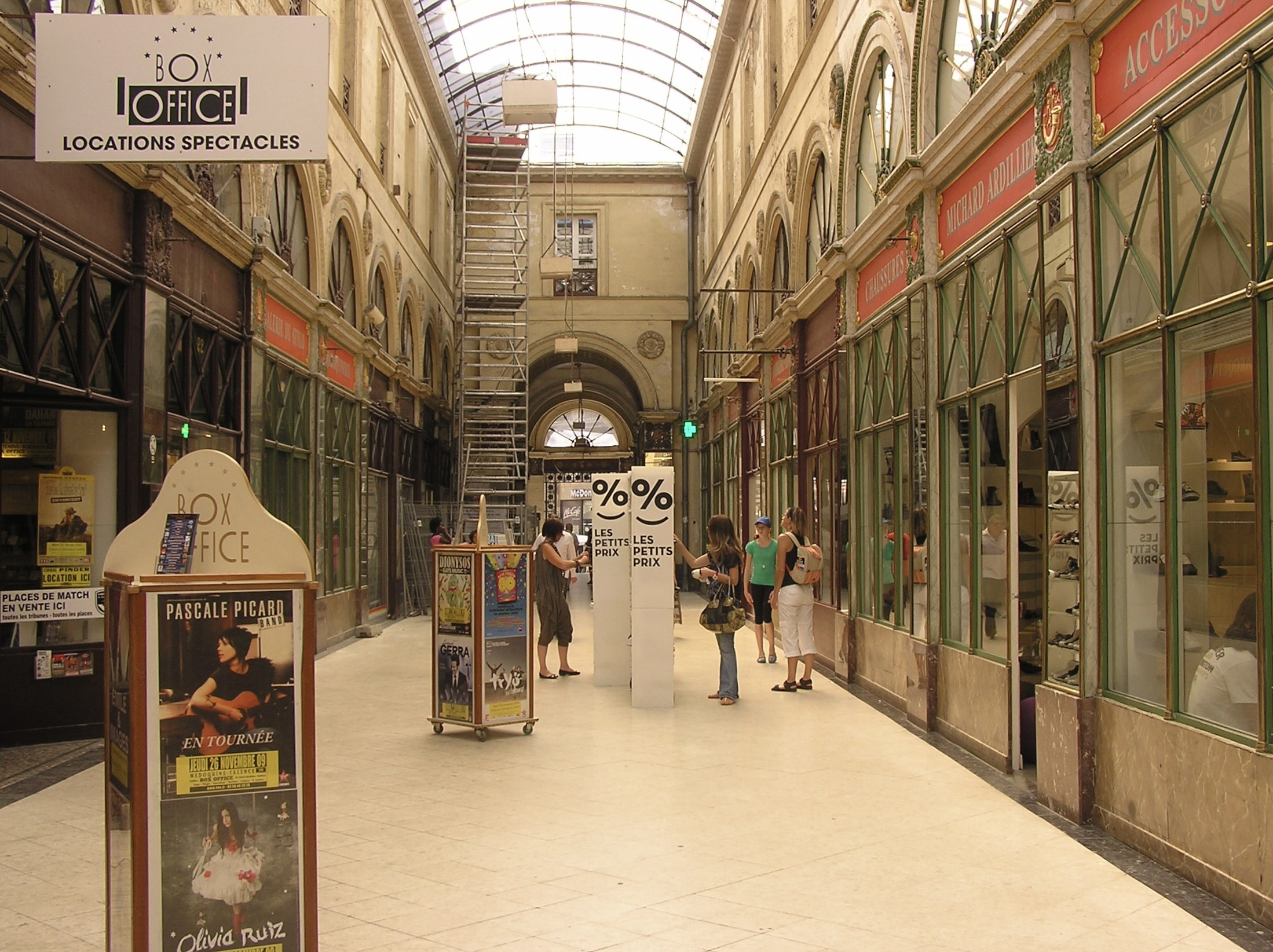
La galleria nel 2009
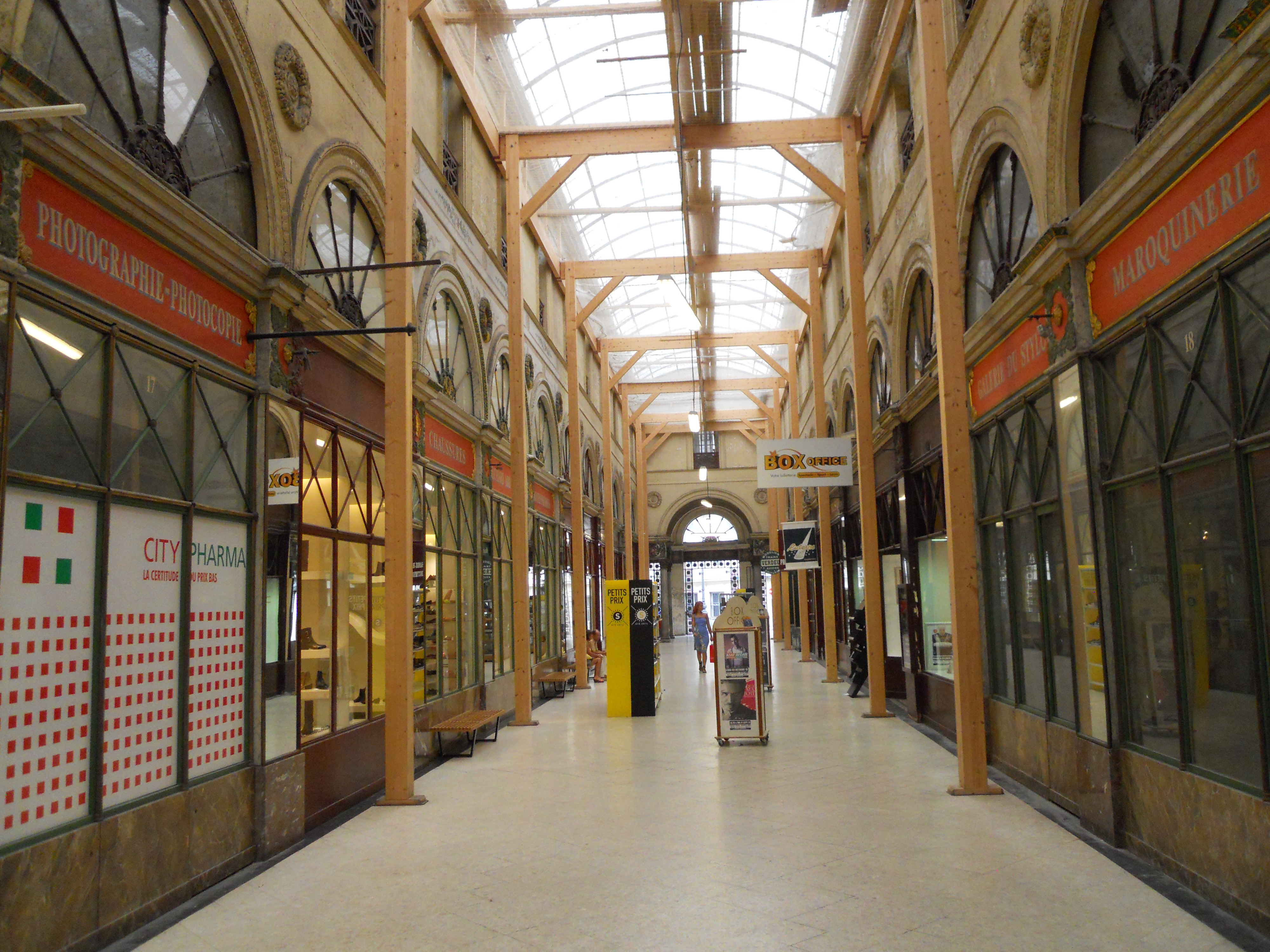
La Galerie Bordolese nel 2013